# Clément Bessaguet
Clément Bessaguet (Montpellier, 29 de mayo de 1991) es un deportista francés que compite en tiro, en la modalidad de pistola.
Ganó dos medallas de plata en el Campeonato Mundial de Tiro, en los años 2022 y 2023, y tres medallas en el Campeonato Europeo de Tiro entre los años 2021 y 2025. En los Juegos Europeos consiguió dos medallas, bronce en Minsk 2019 y oro en Cracovia 2023, en la prueba de pistola rápida de fuego 25 m.
Participó en dos Juegos Olímpicos de Verano, ocupando el séptimo lugar en Tokio 2020 y en París 2024, en la prueba de pistola rápida de fuego 25 m.

## Palmarés internacional
| Campeonato Mundial | Campeonato Mundial    | Campeonato Mundial | Campeonato Mundial           |
| Año                | Lugar                 | Medalla            | Prueba                       |
| ------------------ | --------------------- | ------------------ | ---------------------------- |
| 2022               | El Cairo (Egipto)     | Medalla de plata   | Pistola rápida de fuego 25 m |
| 2023               | Bakú (Azerbaiyán)     | Medalla de plata   | Pistola rápida de fuego 25 m |
| Juegos Europeos    |                       |                    |                              |
| Año                | Lugar                 | Medalla            | Prueba                       |
| 2019               | Minsk (Bielorrusia)   | Medalla de bronce  | Pistola rápida de fuego 25 m |
| 2023               | Breslavia (Polonia)   | Medalla de oro     | Pistola rápida de fuego 25 m |
| Campeonato Europeo |                       |                    |                              |
| Año                | Lugar                 | Medalla            | Prueba                       |
| 2021               | Osijek (Croacia)      | Medalla de bronce  | Pistola rápida de fuego 25 m |
| 2022               | Breslavia (Polonia)   | Medalla de oro     | Pistola rápida de fuego 25 m |
| 2025               | Châteauroux (Francia) | Medalla de plata   | Pistola rápida de fuego 25 m |